# Montreux Volley Masters
El Montreux Volley Masters fue un torneo internacional de voleibol femenino, que se celebraba anualmente en Montreux, Suiza. Se celebró por primera vez en 1988.

## Resultados
| N.º    | Año  | Sede  |                 |                |                      |
| ------ | ---- | ----- | --------------- | -------------- | -------------------- |
| I      | 1988 | Suiza | Cuba            | China          | Serbia¹              |
| II     | 1989 | Suiza | Cuba            | China          | Japón                |
| III    | 1990 | Suiza | China           | Cuba           | Corea del Sur        |
| IV     | 1991 | Suiza | Unión Soviética | Estados Unidos | Cuba                 |
| V      | 1992 | Suiza | Cuba            | China          | Corea del Sur        |
| VI     | 1993 | Suiza | Cuba            | Brasil         | Corea del Sur        |
| VII    | 1994 | Suiza | Brasil          | China          | Rusia                |
| VIII   | 1995 | Suiza | Brasil          | Cuba           | Estados Unidos       |
| IX     | 1996 | Suiza | Cuba            | Brasil         | Estados Unidos       |
| X      | 1998 | Suiza | Cuba            | China          | Rusia                |
| XI     | 1999 | Suiza | Cuba            | China          | Italia               |
| XII    | 2000 | Suiza | China           | Rusia          | Croacia              |
| XIII   | 2001 | Suiza | Cuba            | Rusia          | Japón                |
| XIV    | 2002 | Suiza | Rusia²          | Italia         | China                |
| XV     | 2003 | Suiza | China           | Rusia          | Brasil               |
| XVI    | 2004 | Suiza | Italia          | Estados Unidos | China                |
| XVII   | 2005 | Suiza | Brasil          | China          | Italia               |
| XVIII  | 2006 | Suiza | Brasil          | China          | Cuba                 |
| XIX    | 2007 | Suiza | China           | Cuba           | Países Bajos         |
| XX     | 2008 | Suiza | Cuba            | China          | Italia               |
| XXI    | 2009 | Suiza | Brasil          | Italia         | China                |
| XXII   | 2010 | Suiza | China           | Estados Unidos | Cuba                 |
| XXIII  | 2011 | Suiza | Japón           | Cuba           | China                |
| XXIV   | 2013 | Suiza | Brasil          | Rusia          | República Dominicana |
| XXV    | 2014 | Suiza | Alemania        | China          | Rusia                |
| XXVI   | 2015 | Suiza | Turquía         | Japón          | Países Bajos         |
| XXVII  | 2016 | Suiza | China           | Tailandia      | Turquía              |
| XXVIII | 2017 | Suiza | Brasil          | Alemania       | China                |
| XXIX   | 2018 | Suiza | Italia          | Rusia          | Turquía              |
| XXX    | 2019 | Suiza | Polonia         | Japón          | Italia               |

## Medallero histórico
- Actualizado hasta Montreux Volley Masters de 2013

| Núm. | País                 | Oro | Plata | Bronce | Total |
| ---- | -------------------- | --- | ----- | ------ | ----- |
| 1    | Cuba                 | 9   | 4     | 3      | 16    |
| 2    | Brasil               | 7   | 2     | 1      | 10    |
| 3    | China                | 5   | 9     | 4      | 18    |
| 4    | Rusia                | 2   | 4     | 3      | 9     |
| 5    | Italia               | 1   | 2     | 3      | 6     |
| 6    | Japón                | 1   | 0     | 2      | 3     |
| 7    | Alemania             | 1   | 0     | 0      | 1     |
| 8    | Estados Unidos       | 0   | 4     | 2      | 6     |
| 9    | Corea del Sur        | 0   | 0     | 3      | 3     |
| 10   | Serbia¹              | 0   | 0     | 1      | 1     |
| 10   | Croacia              | 0   | 0     | 1      | 1     |
| 10   | Países Bajos         | 0   | 0     | 1      | 1     |
| 10   | República Dominicana | 0   | 0     | 1      | 1     |
|      | TOTAL                | 25  | 25    | 25     | 75    |

- ¹ Serbia es el nombre actual de  Yugoslavia
- ² Rusia incluye los títulos conseguidos por la  Unión Soviética